# Apoderat
En dret, un apoderat o una apoderada és aquella persona que té la capacitat jurídica per actuar en nom d'un altre. És una manifestació unilateral de l'atorgant que es basa en la confiança que es té en l'apoderat. L'apoderament ha de realitzar-se mitjançant una escriptura pública d'apoderament que s'atorga davant de notari.
L'apoderament pot abraçar diferents àmbits de la capacitat jurídica de qui el dona. Per això és molt important delimitar-lo prou bé, a fi que sigui adequat a les necessitats que motiven l'apoderament però sense excedir-se. A l'escriptura cal especificar les capacitats que són atorgades a l'apoderat per part del mandatari o poderdant, qui, a més, sempre pot revocar-lo.
La figura de l'apoderat o apoderada és important en l'àmbit de la persona jurídica, ja que la persona propietària o administradora d'una empresa no sempre pot estar disponible per a fer les tasques; llavors és quan poden necessitar apoderats.